# Portsoy
Portsoy är en ort i Storbritannien.   Den ligger i kommunen Aberdeenshire och riksdelen Skottland, i den norra delen av landet, 700 km norr om huvudstaden London. Portsoy ligger 24 meter över havet och antalet invånare är 1 688.
Terrängen runt Portsoy är platt. Havet är nära Portsoy norrut. Runt Portsoy är det ganska glesbefolkat, med 45 invånare per kvadratkilometer. Närmaste större samhälle är Buckie, 16,2 km väster om Portsoy. I omgivningarna runt Portsoy växer i huvudsak blandskog.